# Ейкозанол
Ейкозанол (зокрема, ейкозанол-2) — спирт, який бере участь в утворення воску. Міститься у Mycobacterium avium та Mycobacterium leprae. Завдяки восковому покриттю такі бактерії стають стійкими до зовнішніх впливів.

## Отримання
Отримується гідролізом ацетильної похідної, яку добувають шляхом гідролізу суміші стеаринової й 3-ацетоксимасляної кислот. 